# Cosmioperla wongoonoo
Cosmioperla wongoonoo är en bäcksländeart som först beskrevs av Günther Theischinger 1983.  Cosmioperla wongoonoo ingår i släktet Cosmioperla och familjen Eustheniidae.

## Underarter
Arten delas in i följande underarter:
- C. w. wongoonoo
- C. w. tropica